# 영남루
영남루(密陽 嶺南樓)는 대한민국 경상남도 밀양시 내일동에 있는 누각으로 구 객사(舊客舍)의 부속건물이다. 정면 5칸, 측면 4칸으로, 1844년에 다시 지어진 조선시대 후기 건물의 특색을 잘 반영한다. 옛날에 귀한 손님을 맞이하여 잔치를 베풀던 곳으로, 진주 진주 촉석루, 평양 부벽루와 함께 한국의 3대 누각으로 꼽힌다. 1963년 1월 21일 대한민국의 보물 제147호로 지정되었다가 2023년 12월 28일 국보로 재지정되었으며, 삼척 죽서루와 함께 2023년 12월 28일 대한민국의 국보로 지정되었다.

## 개요
미리벌의 얼에 게시된 영남루 소개는 다음과 같다.
영남루는 동서 5간 남북4간의 팔작지붕으로 된 2층 누각이다. 동서 좌우에는 다시 각각 3간의 익루인 능파각과 침류각이 달려 있다. 문헌에 따르면 영남루는 옛적에 영남사의 절터인데 고려 공민왕 14년(AD 1365년)에 밀양부사 김주가 개창하여 절 이름을 따서 영남루라고 하였다고 전한다.
영남루는 신라 법흥왕 때 절을 지었다가 고려 현종 때 절을 없애고 종각이 없던 금벼루만 두었던 것을 고려 예종 때 영남루를 지었으며, 1366년 공민왕 14년에 김주가 중수하였다고 전해오고 있다.
그 뒤에 1460년 조선 세조 6년에 부사 강숙경이 누각의 규모를 키워 중건하였고 신숙주가 누기를 지었다. 1542년 중종 37년에 부사 박세후가 다시 중건하였다.
1582년 선조 15년 병화(兵火)로 대루와 부속당우가 불타버렸는데, 1637년 인조 15년에 부사 심흥이 재건한 것을 부사 이지온이 단청을 하였다. 1842년 헌종 8년에 실화로 소실한 것을 2년 뒤인 1844년에 부사 이인재가 재건한 것이 현재의 건물이다.
조선시대 후반기에 속하는 건물로서는 건축미와 규모면에서 대표적인 것으로 손꼽히고 있다. 부사 이인재가 중건할 때의 상량문은 추남 이장한이 지었으며, 준공한 뒤에 김홍근이 지은 상량문이 현판으로 걸려있다.

## 갤러리

영남루 입구
영남루 관리사무소
영남루 귀면와
영남루 귀면와2
밀양교에서 바라본 영남루
박시춘 생가에서 바라본 영남루
능파각 앞에서 본 영남루의 동편 모습
침류각
영남루
누각 옆 비석
영남루 마당(왼편)
영남루 마당(왼편)
능파각
영남루 야경
영남루 야경2
영남루 야경3
눈에 덮인 영남루와 능파각
눈에 덮인 영남루와 능파각과 아동산
눈에 덮인 영남루
눈에 덮인 일주문
영남루와 침류각 사이 계단에 쌓인 눈
밀양강과 삼문동 둔치 그리고 영남루와 아동산
밀양읍성으로 올라가는 계단
석화

## 같이 보기
- 진주 촉석루
- 부벽루

## 참고 자료
- 밀양 영남루 - 국가유산청 국가유산포털
- 미리벌의 얼, 1983. 9, 밀양시, 267면
- 이 문서에는 다음커뮤니케이션(현 카카오)에서 GFDL 또는 CC-SA 라이선스로 배포한 글로벌 세계대백과사전의 내용을 기초로 작성된 글이 포함되어 있습니다.